# Eteobalea dohrnii
Eteobalea dohrnii is een vlinder uit de familie prachtmotten (Cosmopterigidae). De wetenschappelijke naam is voor het eerst geldig gepubliceerd in 1847 door Philipp Christoph Zeller. Ze is vernoemd naar Carl August Dohrn (1806-1892), de voorzitter van de entomologische vereniging van Stettin waarvan Zeller secretaris was.
De soort komt voor in Europa.